# Distretti dell'Afghanistan
I distretti dell'Afghanistan (in pashtu ولسوالۍ , in persiano شهرستان) sono una suddivisione amministrativa di secondo livello dello stato asiatico. Le 34 province sono formate da 398 distretti (dato riferito al luglio 2005).

## Storia

Mappa dei distretti dell'Afghanistan

Prima del 1979 i distretti erano 325. Diventarono successivamente 329 per passare, con la riforma amministrativa del 2004 a 397. Il ministero dell'interno nel giugno dell'anno successivo ne contò 398.

## Elenco dei distretti
Di seguito l'elenco dei distretti, suddivisi per provincia.

### Afghanistan Nord-orientale
Badakhshan

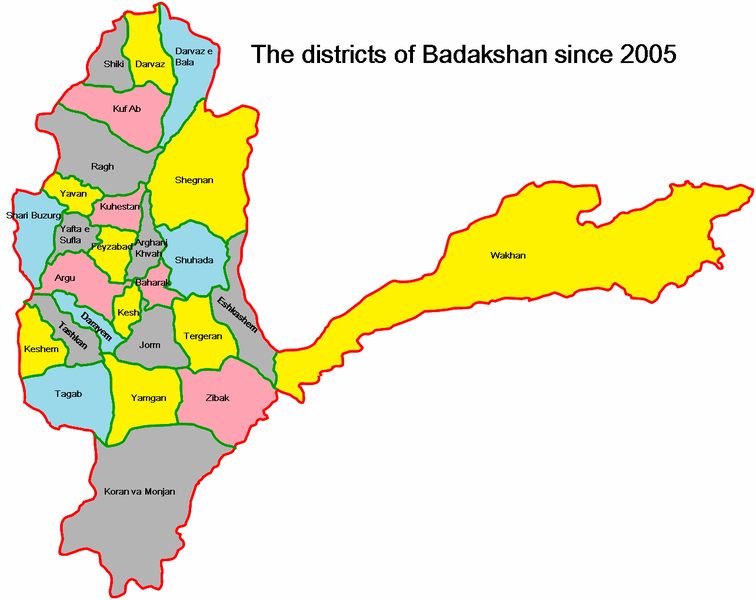
Distretti del Badakhshan.

- Arghanj Khwa (formato con parte del distretto di Fayzabad)
- Argo (formato con parte del distretto di Fayzabad)
- Baharak
- Darayim (formato con parte del distretto di Fayzabad)
- Fayzabad
- Ishkashim
- Jurm
- Khash (formato con parte del distretto di Jurm)
- Khwahan
- Kishim
- Kohistan (formato con parte del distretto di Baharak)
- Kuf Ab (formato con parte del distretto di Khwahan)
- Kuran Wa Munjan
- Maimay(formato con parte del distretto di Darwaz)
- Nusay (formato con parte del distretto di Darwaz)
- Raghistan
- Shahri Buzurg
- Shighnan
- Shekay (formato con parte del distretto di Darwaz)
- Shuhada (formato con parte del distretto di Baharak)
- Tagab (formato con parte del distretto di Fayzabad)
- Tishkan (formato con parte del distretto di Kishim)
- Wakhan
- Wurduj (formato con parte del distretto di Baharak)
- Yaftali Sufla (formato con parte del distretto di Fayzabad)
- Yamgan (formato con parte del distretto di Baharak)
- Yawan (formato con parte del distretto di Ragh)

Distretti del Baghlan.

Distretti di Kunduz.

Distretti di Takhar.

- Zebak

Baghlan
- Andarab
- Baghlan
- Baghlani Jadid
- Burka
- Dahana i Ghuri
- Dih Salah
- Dushi
- Farang wa Gharu
- Guzargahi Nur
- Khinjan
- Khost wa Fereng
- Khwaja Hijran
- Nahrin
- Puli Hisar
- Pol-e Khomri
- Tala Wa Barfak

Konduz
- Ali Abad
- Archi
- Chahar Dara
- Imam Sahib
- Khan Abad
- Konduz
- Qalay-I-Zal

Takhar
- Baharak
- Bangi
- Chah Ab
- Chal
- Darqad
- Dashti Qala
- Farkhar
- Hazar Sumuch
- Ishkamish
- Kalafgan
- Khwaja Baha Wuddin
- Khwaja Ghar
- Namak Ab
- Rustaq
- Taluqan
- Warsaj
- Yangi Qala

### Afghanistan Nord-occidentale

Distretti di Balkh.

Distretti di Faryab.

Distretti di Jowzjan.

Distretti di Samangan.

Distretti di Sar-e Pol.

Balkh
- Balkh
- Chahar Bolak
- Chahar Kint
- Chimtal
- Dawlatabad
- Dihdadi
- Kaldar
- Khulmi
- Kishindih
- Marmul
- Mazar-e Sharif
- Nahri Shahi
- Sholgara
- Shortepa
- Zari

Faryab
- Almar
- Andkhoy
- Bilchiragh
- Dawlat Abad
- Gurziwan
- Khan Char Bagh
- Khwaja Sabz Posh
- Kohistan
- Meymaneh (città)
- Pashtun Kot
- Qaram Qol
- Qaysar
- Qurghan
- Shirin Tagab

Jowzjan
- Aqcha
- Darzab
- Fayzabad
- Khamyab
- Khaniqa
- Khwaja Du Koh
- Mardyan
- Mingajik
- Qarqin
- Qush Tepa
- Sheberghan

Samangan
- Aybak
- Dara-I-Suf
- Feroz Nakhchir
- Hazrati Sultan
- Khuram Wa Sarbagh
- Ruyi Du Ab

Sar-e Pol
- Balkhab
- Gosfandi
- Kohistanat
- Sangcharak
- Sar-e Pol
- Sayyad
- Sozma Qala

### Afghanistan centrale

Distretti di Kabul.

Distretti di Kapisa.

Distretti di Lowgar.

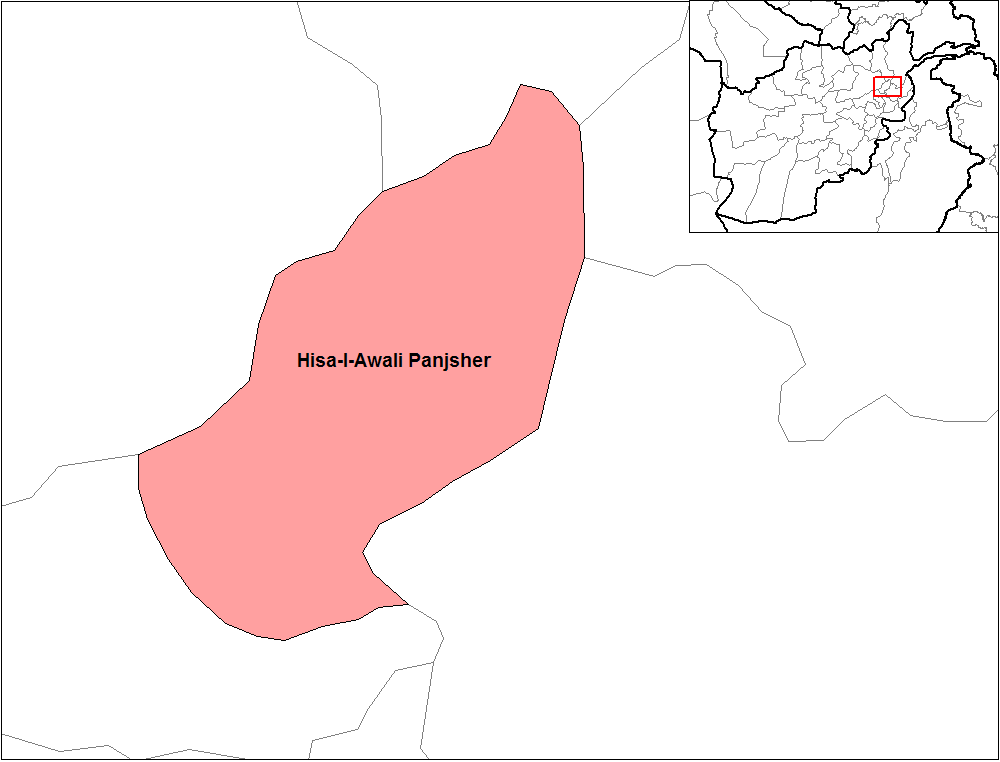
Distretti di Panjshir.

Distretti di Parvan.

Distretti di Vardak.

Provincia di Kabul
- Bagrami
- Chahar Asyab
- Deh Sabz
- Farza
- Guldara
- Istalif
- Kabul
- Kalakan
- Khaki Jabbar
- Mir Bacha Kot
- Mussahi
- Paghman
- Qarabagh
- Shakardara
- Surobi

Kapisa
- Alasay
- Hesa Awal Kohistan
- Hesa Duwum Kohistan
- Koh Band
- Mahmud Raqi
- Nijrab
- Tagab

Lowgar
- Azra
- Baraki Barak
- Charkh
- Kharwar
- Khoshi
- Mohammad Agha
- Pul-i-Alam

Panjshir
- Anaba
- Bazarak
- Darah
- Khenj
- Paryan
- Rokha
- Shotul

Parvan
- Bagram
- Charikar
- Ghorband
- Jabal Saraj
- Kohi Safi
- Salang
- Sayed Khel
- Shekh Ali
- Shinwari
- Surkhi Parsa

Vardak
- Chaki Wardak
- Day Mirdad
- Hisa-I-Awali Bihsud
- Jaghatu
- Jalrez
- Markazi Bihsud
- Maydan Shahr
- Nirkh
- Saydabad

### Afghanistan orientale

Distretti di Konar

Distretti di Laghman.

Distretti di Nangarhar.

Distretti di Nurestan.

Konar
- Asadabad
- Bar Kunar
- Chapa Dara
- Chawkay
- Dangam
- Dara-I-Pech
- Ghaziabad
- Khas Kunar
- Marawara
- Narang Wa Badil
- Nari
- Nurgal
- Shaygal Wa Shiltan
- Sirkanay
- Watapur

Laghman
- Alingar
- Alishing
- Dawlat Shah
- Mihtarlam
- Qarghayi

Nangarhar
- Achin
- Bati Kot
- Bihsud
- Chaparhar
- Dara-I-Nur
- Dih Bala
- Dur Baba
- Goshta
- Hisarak
- Jalalabad (città)
- Kama
- Khogyani
- Kot
- Kuz Kunar
- Lal Pur
- Muhmand Dara
- Nazyan
- Pachir Wa Agam
- Rodat
- Sherzad
- Shinwar
- Surkh Rod

Nurestan
- Bargi Matal
- Du Ab
- Kamdesh
- Mandol
- Nurgaram
- Paroon
- Wama
- Waygal

### Afghanistan occidentale

Distretti di Badghis.

Distretti di Bamiyan.

Distretti di Farah.

Distretti di Herat.

Badghis
- Ab Kamari
- Ghormach
- Jawand
- Muqur
- Murghab
- Qadis
- Qala-I-Naw

Bamiyan
- Bamiyan
- Kahmard
- Panjab
- Sayghan
- Shibar
- Waras
- Yakawlang

Farah
- Anar Dara
- Bakwa
- Bala Buluk
- Farah
- Gulistan
- Khaki Safed
- Lash Wa Juwayn
- Purchaman
- Pusht Rod
- Qala-i-Kah
- Shib Koh

Ghowr
- Chaghcharan
- Charsada
- Dawlat Yar
- Du Layna
- Lal Wa Sarjangal
- Pasaband
- Saghar
- Shahrak
- Taywara
- Tulak

Herat
- Adraskan
- Chishti Sharif
- Farsi
- Ghoryan
- Gulran
- Guzara
- Herat
- Injil
- Karukh
- Kohsan
- Kushk
- Kushki Kuhna
- Obe
- Pashtun Zarghun
- Shindand
- Zinda Jan

### Afghanistan sudorientale

Distretti di Ghazni.

Distretti di Khowst.

Distretti di Paktia.

Distretti di Paktika.

Ghazni
- Ab Band
- Ajristan
- Andar
- Dih Yak
- Gelan
- Ghazni
- Giro
- Jeghatoo (Waeez Shahid)
- Jaghori
- Khugiani
- Khwaja Umari
- Malistan
- Muqur
- Nawa
- Nawur
- Qarabagh
- Rashidan
- Waghaz
- Zana Khan

Khowst
- Gurbuz
- Jaji Maydan
- Khowst (Matun)
- Mandozai
- Musakhel
- Nadir Shah Kot
- Qalandar
- Sabari
- Shamal
- Spera
- Tani
- Tere Zayi

Paktia
- Ahmadabad
- Chamkani
- Dand Wa Patan
- Gardez
- Jaji
- Jani Khail
- Lazha Ahmad Khel
- Sayed Karam
- Shwak
- Wuza Zadran
- Zurmat

Paktika
- Barmal
- Dila
- Gayan
- Gomal
- Jani Khel
- Mata Khan
- Nika
- Omna
- Sar Hawza
- Surobi
- Sharan
- Terwa
- Urgun
- Waza Khwa
- Wor Mamay
- Yahya Khel
- Yosuf Khel
- Zarghun Shahr
- Ziruk

### Afghanistan sudoccidentale

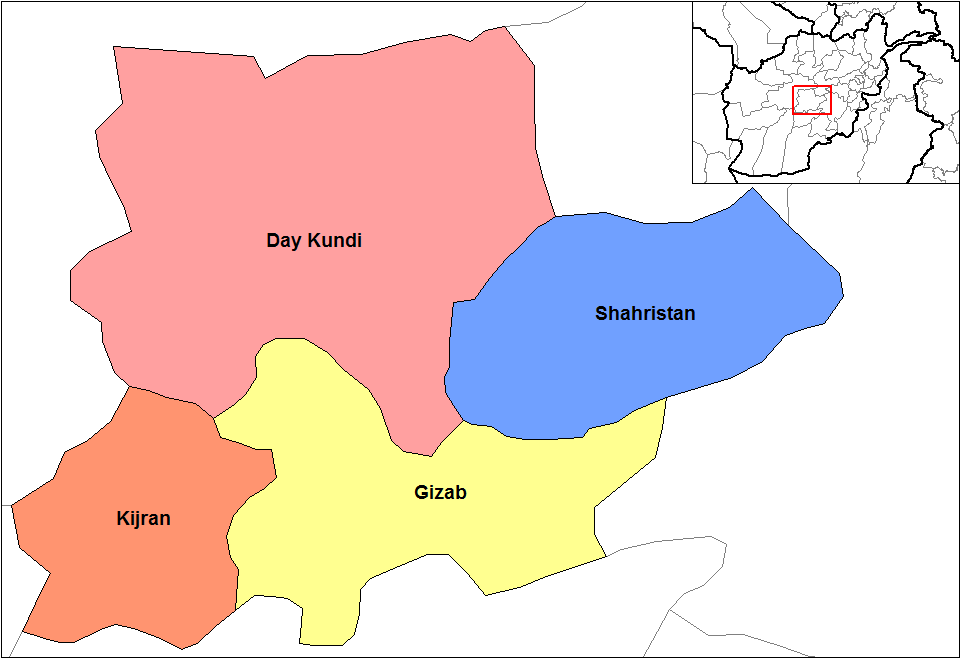
Distretti di Daikondi.

Distretti di Helmand.

Distretti di Kandahar.

Distretti di Nimruz.

Distretti di Oruzgan.

Distretti di Zabol.

Daikondi
- Gizab
- Ishtarlay
- Kajran
- Khadir
- Kiti
- Miramor
- Nili
- Sangtakht
- Shahristan

Helmand
- Baghran
- Dishu
- Garmsir
- Kajaki
- Lashkar Gah
- Musa Qala
- Nad Ali
- Nahri Saraj
- Nawa-i-Barak Zayi
- Naw Zad
- Reg (Khanashin)
- Sangin
- Washer

Kandahar
- Arghandab
- Arghistan
- Daman
- Ghorak
- Kandahar
- Khakrez
- Maruf
- Maywand
- Miyan Nasheen
- Naish
- Panjwaye
- Reg
- Shah Wali Kot
- Shorabak
- Spin Boldak
- Zhari

Nimruz
- Charborjak
- Chakhansur
- Kang
- Khash Rod
- Zaranj

Oruzgan
- Chora
- Deh Rahwod
- Khas Uruzgan
- Shahidi Hassas
- Tarin Kowt

Zabol
- Argahandab
- Atghar
- Daychopan
- Kakar
- Mizan
- Naw Bahar
- Qalat
- Shah Joy
- Shamulzayi
- Shinkay
- Tarnak Wa Jaldak